# Hyperstrotia oletta
Hyperstrotia oletta är en fjärilsart som beskrevs av William Schaus 1904. Hyperstrotia oletta ingår i släktet Hyperstrotia och familjen nattflyn. Inga underarter finns listade i Catalogue of Life.